# Manu Torres
Manuel « Manu » Torres Caturla (né le 14 août 1989 à Torremolinos) est un footballeur espagnol ayant pris sa retraite après avoir joué pour l'UE Cornellà en Segunda División B au poste de défenseur central.

## Palmarès
Vierge